# Rúgbrauð

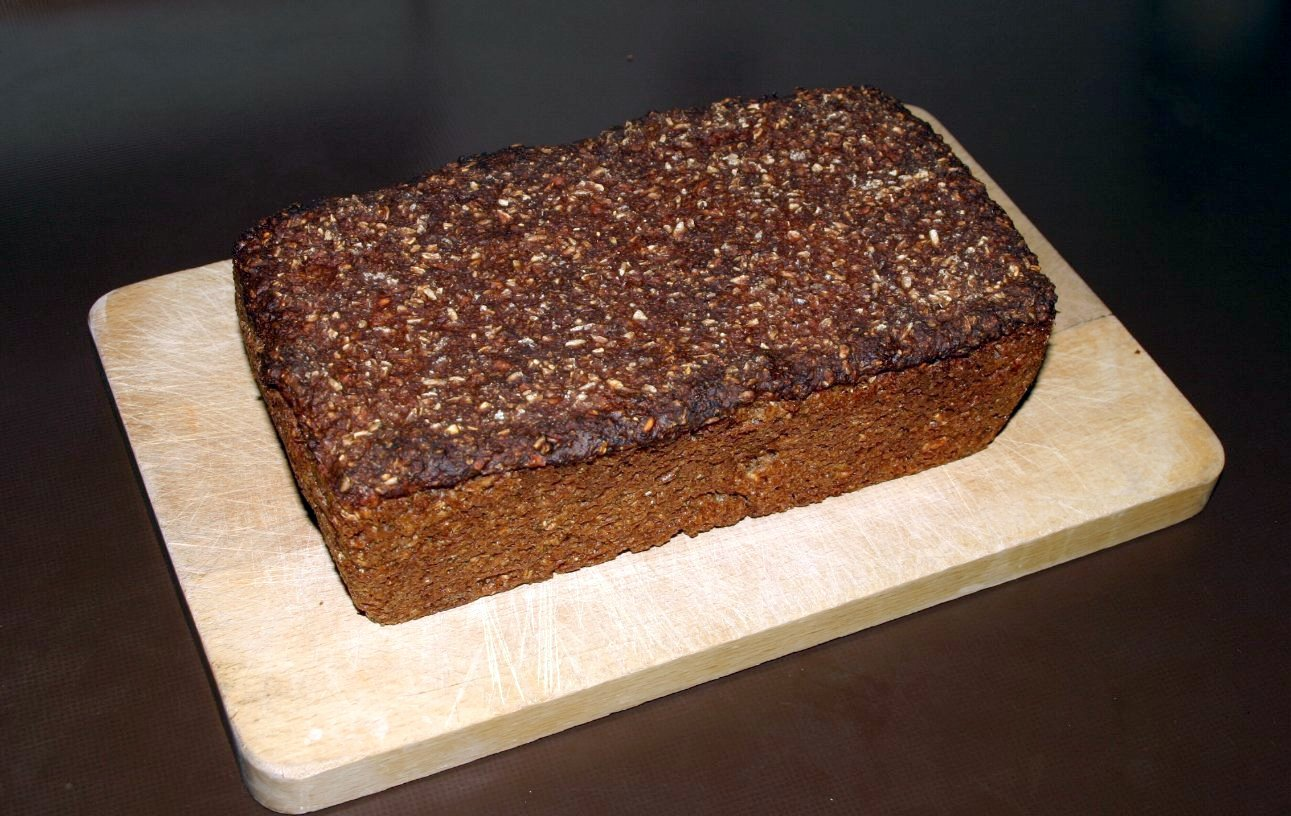
Rúgbrauð casero.

Rúgbrauð es un pan de centeno islandés, denso y oscuro, un poco dulce, que tradicionalmente es cocido en un cuenco o al vapor en un recipiente de madera que se entierra en el suelo en proximidades de una vertiente de agua termal. El rúgbrauð moderno por lo general es cocido en un molde cuadrado. El pan no posee corteza, siendo oscuro y muy denso y se conserva por mucho tiempo. A menudo es servido acompañado de manteca, paté de cordero, hangikjöt (cordero ahumado), o con pickle de arenque. El rúgbrauð seco es molido y se lo mezcla con suero de mantequilla para crear una especie de gachas. A menudo el rúgbrauð seco es humedecido, con lo que se prepara una brauðsúpa (sopa de pan) - que es saborizada con pasas de uva y esencias (por lo general limón) y es servida con crema batida caliente como un postre.
Se dice que el consumo en grandes cantidades de este pan causa flatulencias, lo que le ha valido el sobrenombre de þrumari lo que se traduce como "pan de los truenos".